# Tuberana tubera
Tuberana tubera är en insektsart som beskrevs av Delong och Freytag 1971. Tuberana tubera ingår i släktet Tuberana och familjen dvärgstritar. Inga underarter finns listade i Catalogue of Life.